# Omar Bongo
El Hadj Omar Bongo Ondimba (tên khai sinh Albert-Bernard Bongo, thường được gọi là Omar Bongo, 30 tháng 12 năm 1935 – 8 tháng 6 năm 2009) là một chính trị gia người Gabon, là Tổng thống Gabon trong 41 năm, từ năm 1967 cho đến khi ông qua đời vào năm 2009. Omar Bongo được thăng chức vào các vị trí chủ chốt như một quan chức trẻ dưới thời Tổng thống đầu tiên của Gabon Léon M'ba vào những năm 1960, trước khi được bầu làm Phó Tổng thống vào năm 1966. Năm 1967, ông kế nhiệm sau khi M'ba qua đời, trở thành Tổng thống Gabon thứ hai.
Bongo đứng đầu chế độ độc đảng của Đảng Dân chủ Gabon (PDG) cho đến năm 1990, khi phải đối mặt với áp lực của công chúng, ông buộc phải giới thiệu chính trị đa đảng vào đất nước này. Sau khi Chủ tịch Cuba Fidel Castro từ chức vào tháng 2 năm 2008, Bongo trở thành nhà lãnh đạo phi hoàng gia cầm quyền lâu nhất thế giới, cũng là một trong những người cai trị phi hoàng gia lâu nhất kể từ năm 1900.
Chính sách của Bongo là duy trì quan hệ kinh tế và chính trị chặt chẽ với Pháp. Ông cũng bị chỉ trích vì lãnh đạo theo hướng có lợi bản thân, gia đình và giới thượng lưu địa phương chứ không phải cho Gabon và người dân. Chẳng hạn, chính trị gia Đảng Xanh của Pháp Eva Joly tuyên bố rằng trong thời gian trị vì lâu dài của Bongo, mặc dù tăng trưởng GDP bình quân đầu người lên một trong những mức cao nhất ở châu Phi, Gabon chỉ xây dựng 5 km đường cao tốc một năm và vẫn là một trong những nước có tỷ lệ trẻ sơ sinh tử vong cao nhất thế giới tại thời điểm ông qua đời năm 2009.
Sau cái chết của Bongo vào tháng 6 năm 2009, con trai của ông Ali Bongo Ondimba từ lâu đã được giao các nhiệm vụ quan trọng chủ chốt bởi cha mình đã được bầu để kế vị chức tổng thống vào tháng 8 năm 2009.